# Philippe Le Jeune
Philippe Le Jeune (* 15. Juni 1960 in Uccle/Ukkel) ist ein belgischer Springreiter und Einzel-Weltmeister 2010.

## Werdegang
Le Jeune wurde im Jahr 1960 in Uccle, einem Vorort von Brüssel geboren. Seine ersten reiterlichen Erfahrungen sammelte er im Alter von sieben Jahren, als er erstmals auf einem Pony Reitunterricht bekam. Fünf Jahre später bekam er sein erstes eigenes Pferd und nahm auch erstmals an nationalen Springprüfungen teil. Im Alter von 15 Jahren entschied er sich aufgrund zunehmenden Erfolges (so unter anderem Teilnahme am Brüsseler Hallenturnier) für eine berufliche Laufbahn als Reiter.
In Folge wurde er vom 1999 verstorbenen belgischen Championatsreiter Eric Wauters trainiert und nahm in dieser Zeit unter anderem an den Europameisterschaften seiner Altersklasse im Springreiten teil. Mit 18 Jahren wechselte er in den Stall von Maurice Olivier. In dieser Zeit bestritt er auch (mit 22) seinen ersten Nationenpreis für Belgien. Auch ein Jahr später folgten weitere Erfolge, unter anderem der Sieg im Großen Preis von Brüssel mit Mister Mundy aus dem Besitz von François Mathy senior. Im Jahr 1983 wechselte er abermals den Stall und ging zu Nelson Pessoa. In diesem Jahr gewann er auch erstmals die Belgische Meisterschaft. Nach 1986 ging er für drei Jahre in die Schweiz. In dieser Zeit wurde er unter anderem Dritter beim Weltcupfinale 1988 in Göteborg.
Im Jahr 1992 ging er zurück nach Belgien. In den folgenden drei Jahren ritt Patrick Mc Entee (belgischer, seit 2010 aserbaidschanischer Springreiter) für Le Jeune. 1996 ging er für drei Jahre zurück in die Schweiz. In diesem Jahr gewann er mit Double-O-Seven unter anderem das Springderby von La Baule. Nach zwei Zwischenstationen in Belgien zog er im Jahr 2000 nach Lennik, wo er bis heute mit seiner Familie lebt.
Seine größten Championatserfolge waren neben dem Einzel-Weltmeistertitel 2010 der dritte Platz mit der Mannschaft bei den Weltreiterspielen 2002 und der achte Platz in der Einzelwertung der Europameisterschaften 2009.
Zu seiner Beziehung zu den Pferden äußerte er sich nach dem Finale der Weltreiterspiele wie folgend:

„Mein Vater hat mir beigebracht, dass ich Tiere lieben soll. Ich liebe sie mehr als die Menschen. Ich bin glücklich, wenn sich Pferde bei mir wohl fühlen.“

Im November 2011 befand er sich auf Rang 62 der Springreiter-Weltrangliste.
Im Sommer 2012 wurde Le Jeune der Leopoldsorden verliehen.

## Privates
Aus erster Ehe hat Philippe Le Jeune zwei Söhne, Philippe Le Jeune junior und Thibault Le Jeune. Beide Söhne haben als Springreiter bereits an mehreren internationalen Turnieren teilgenommen. Im März 2015 wurde die gemeinsame Tochter von Le Jeune und seiner Lebensgefährtin, der italienischen Springreiterin Lucia Vizzini, geboren.

## Turnierpferde
- ehemalige:
  - Nabab de Reve (* 1990; † 2015), brauner Belgischer Warmblut-Hengst, Vater: Quidam de Revel, Muttervater: Artichaut[8][9]
  - Ulysse (* 1997), brauner Belgischer Warmblut-Wallach, Vater: Nonstop, Muttervater: Jus de Pomme, wurde ab Dezember 2008 von Pius Schwizer geritten[10]
  - Vigo d’Arsouilles (* 1998; † 2019), fuchsfarbener Belgischer Warmblut-Hengst, Vater: Nabab de Reve, Muttervater: Fleuri du Manoir, Ende 2012 aus dem Sport verabschiedet[11][12][13][14]
  - Leo du Prairial (* 1999), brauner Selle-Français-Wallach, Vater: Shogoun II, Muttervater: I Love You; 2011 von Eugénie le Pajolec geritten, seit 2012 von Thibault Le Jeune geritten[15]
  - Boyante de Muze (* 2001), fuchsfarbene Belgische Warmblut-Stute, Vater: Kashmir van Schuttershof, Mutter: Narcotique de Muze II (war im Sport unter Eric Lamaze erfolgreich); ab August 2013 von Carla Cimolai geritten[16][17]

## Erfolge

### Championate und Weltcup
- Weltmeisterschaften:
  - 1994, Den Haag: mit Shogun 14. Rang mit der Mannschaft und 26. Rang im Einzel
  - 1998, Rom: mit Double O’Seven 13. Rang mit der Mannschaft und 30. Rang im Einzel
  - 2002, Jerez de la Frontera: mit Nabab de Reve 3. Rang mit der Mannschaft und 42. Rang im Einzel
  - 2010, Lexington: mit Vigo d’Arsouilles 3. Rang mit der Mannschaft und 1. Rang im Einzel
- Europameisterschaften:
  - 1981, Monaco (Junge Reiter): mit Mister Mundy 26. Rang im Einzel
  - 1987, St. Gallen: mit Nistria 16. Rang im Einzel
  - 1993, Gijón: mit Governor 8. Rang mit der Mannschaft und 16. Rang im Einzel
  - 1997, Mannheim: mit Valiska Forever 9. Rang mit der Mannschaft und 31. Rang im Einzel
  - 1999, Hickstead: mit Double O’Seven 9. Rang mit der Mannschaft und 35. Rang im Einzel
  - 2001, Arnheim: mit Nabab de Reve 5. Rang mit der Mannschaft und 45. Rang im Einzel
  - 2007, Mannheim: mit Vigo d’Arsouilles 10. Rang mit der Mannschaft und 27. Rang im Einzel
  - 2009, Windsor: mit Vigo d’Arsouilles 11. Rang mit der Mannschaft und 8. Rang im Einzel
- Belgische Meisterschaft (unvollständige Liste):
  - 1983: 1. Platz mit Faon Rouge
- Weltcupfinale:
  - 1988, Göteborg: 3. Platz mit Nistria

### Weitere Erfolge (Auswahl, ab 2006)
- 2006: 2. Platz im Springderby von Lummen (CSIO 5*) mit Johan du Mury Marais, 4. Platz im Großen Preis von Porto (CSI 3*) mit Ulysse
- 2007: 2. Platz im Großen Preis von Hardelot (CSI 2*) mit Ulysse, 2. Platz im Springderby von La Baule (CSIO 5*) mit Ulysse, 1. Platz im Großen Preis von Royan (CSI 2*) mit Vigo d’Arsouilles, 2. Platz im Großen Preis von Gijón (CSIO 5*) mit Vigo d’Arsouilles, 4. Platz im Großen Preis von Lüttich (CSI 4*) mit Ulysse sowie mit der belgischen Mannschaft 2. Platz im Nationenpreis von Rotterdam (CSIO 5*) mit Vigo d’Arsouilles
- 2008: 7. Platz im Großen Preis von Hannover (CSI 4*) mit Vigo d’Arsouilles, 4. Platz im Großen Preis von Brüssel (CSI 5*) mit Vigo d’Arsouilles sowie mit der belgischen Mannschaft 1. Platz im Nationenpreis von La Baule (CSIO 5*) mit Vigo d’Arsouilles
- 2009: 4. Platz im Großen Preis von Aachen (CSIO 5*) mit Vigo d’Arsouilles, 3. Platz im Großen Preis von Moorsele (CSI 4*) mit Vigo d’Arsouilles, 3. Platz im Großen Preis von Paris-Villepinte (CSI 5*) mit Vigo d’Arsouilles sowie mit der belgischen Mannschaft 2. Platz im Nationenpreis von Lummen (CSIO 4*) mit Vigo d’Arsouilles
- 2010: 4. Platz im Großen Preis von Nantes (CSI 3*) mit Boyante de Muze, 3. Platz im Großen Preis von Bourg-en-Bresse (CSI 4*) mit Boyante de Muze, 1. Platz im Großen Preis von Ypäjä (CSIO 3*) mit Leo du Prairial sowie mit der belgischen Mannschaft 2. Platz im Nationenpreis von Ypäjä (CSIO 4*) und 1. Platz in den Nationenpreisen von Bratislava (CSIO 3*-W) und Gijón (CSIO 5*), alle drei mit Boyante de Muze
- 2011: Mit der belgischen Mannschaft 2. Platz im Nationenpreis von La Baule (CSIO 5*) mit Vigo d’Arsouilles, 2. Platz im Nationenpreis von Rom (CSIO 5*) mit Vigo d’Arsouilles und 3. Platz im Nationenpreis von Dublin (CSIO 5*) mit Vigo d’Arsouilles
- 2012: 3. Platz im Großen Preis von Chantilly (CSI 2*) mit Vigo d’Arsouilles, 2. Platz im Großen Preis von La Baule (CSIO 5*) mit Vigo d’Arsouilles, 2. Platz im Großen Preis von Aalst (CSI 3*) mit Vigo d’Arsouilles, 3. Platz im Großen Preis von Lüttich (CSI 3*) mit Carlino sowie mit der belgischen Mannschaft 1. Platz im Nationenpreis von La Baule (CSIO 5*) mit Vigo d’Arsouilles
- 2013: 2. Platz im Großen Preis der 3. Woche der Mediterranean Equestrian Tour (CSI 2* Oliva) mit Once de Kreisker, 3. Platz im Großen Preis von Fontainebleau (CSI 4*) mit Once de Kreisker, 2. Platz im Großen Preis von Mons-Ghlin (CSI 4*) mit Once de Kreisker sowie mit der belgischen Mannschaft 1. Platz im Nationenpreis von Lissabon (CSIO 3*) mit Boyante de Muze
- 2014: keine Top-3-Platzierungen in internationalen Großen Preisen

(Stand: 15. März 2015)